# Гайзинкалнс
Гайзинкалнс е най-високата точка в Латвия. Намира се на 312 m над морското равнища. В близост е град Мадона, административния център на район Мадона.
Въпреки относително малката си височина, в Гайзинкалнс е разивит ски спорта. Има три наклона и няколко пансиона, в които може да се отседне.